# ماکس گابولنسکی
ماکس گابولنسکی (انگلیسی: Max Gablonsky; ۱ ژانویهٔ ۱۸۹۰ – ۱۶ ژوئیهٔ ۱۹۶۹) بازیکن فوتبال، ورزشکار دو و میدانی، و دونده اهل آلمان بود.
از باشگاه‌هایی که در آن بازی کرده‌است می‌توان به باشگاه فوتبال بایرن مونیخ اشاره کرد.